# Clavicoccus erinaceus
Clavicoccus erinaceus là một loài côn trùng đã tuyệt chủng trong họ Pseudococcidae. Đây từng là loài đặc hữu của Hoa Kỳ. ô